# Josep Martí i Farreras
Josep Martí Farreras (1906-1986) fou un advocat, escriptor, poeta i periodista català.	
L'any 1936 obtingué una plaça de Jutge de la Generalitat i durant la guerra pertanyé al Cos Jurídic. Va ser president d'Acció Catalana Republicana de Manresa.
Fou un dels fundadors de la revista avantguardista Ara i de la penya del mateix nom. Destacà com a periodista i redactor del diari El Dia del qual en va ser director. Publicà llibres de poemes com ara: Això s'acaba i Les flors absurdes. També publicà llibres de temàtica jurídica.